# Алгоритм Поклингтона
Алгоритм Поклингтона — это техника решения конгруэнтного уравнения вида
{\displaystyle x^{2}\equiv a{\pmod {p}},\,}
где x и a — целые числа и a является квадратичным вычетом.
Алгоритм является одним из первых эффективных методов решения такого уравнения. Алгоритм описал Г.К. Поклингтон в 1917 году.

## Алгоритм
(Замечание: Все знаки {\displaystyle \equiv } означают {\displaystyle {\pmod {p}}}, если не сказано другое.)
Вход:
- p, нечётное простое число
- a, целое число, являющееся двоичным вычетом {\displaystyle {\pmod {p}}}.

Выход:
- x, целое число, удовлетворяющее тождеству {\displaystyle x^{2}\equiv a}. Заметим, что если x является решением, то −x также является решением и, поскольку p нечётно, {\displaystyle x\neq -x}. Таким образом, всегда существует второе решение, если хотя бы одно найдено.

### Метод решения
Поклингтон рассматривает 3 различных случая для p:
Первый случай, если {\displaystyle p=4m+3}, с {\displaystyle m\in \mathbb {N} }, решение равно {\displaystyle x\equiv \pm a^{m+1}}.
Второй случай, если {\displaystyle p=8m+5}, с {\displaystyle m\in \mathbb {N} } и
1. {\displaystyle a^{2m+1}\equiv 1}, решение равно {\displaystyle x\equiv \pm a^{m+1}}.
2. {\displaystyle a^{2m+1}\equiv -1}, 2 не является (квадратичным) вычетом, так что {\displaystyle 4^{2m+1}\equiv -1}. Это означает, что {\displaystyle (4a)^{2m+1}\equiv 1}, так что {\displaystyle y\equiv \pm (4a)^{m+1}} является решением {\displaystyle y^{2}\equiv 4a}. Следовательно, {\displaystyle x\equiv \pm y/2} или, если y нечётно, {\displaystyle x\equiv \pm (p+y)/2}.

Третий случай, если {\displaystyle p=8m+1}, положим {\displaystyle D\equiv -a}, так что уравнение превращается в {\displaystyle x^{2}+D\equiv 0}. Теперь методом проб и ошибок находим {\displaystyle t_{1}} и {\displaystyle u_{1}}, такие, что {\displaystyle N=t_{1}^{2}-Du_{1}^{2}} не является квадратичным вычетом. Далее пусть
{\displaystyle t_{n}={\frac {(t_{1}+u_{1}{\sqrt {D}})^{n}+(t_{1}-u_{1}{\sqrt {D}})^{n}}{2}}}
{\displaystyle u_{n}={\frac {(t_{1}+u_{1}{\sqrt {D}})^{n}-(t_{1}-u_{1}{\sqrt {D}})^{n}}{2{\sqrt {D}}}}}.
Теперь выполняются следующие равенства:
{\displaystyle t_{m+n}=t_{m}t_{n}+Du_{m}u_{n}}
{\displaystyle u_{m+n}=t_{m}u_{n}+t_{n}u_{m}}
{\displaystyle t_{n}^{2}-Du_{n}^{2}=N^{n}}.
Если p имеет вид {\displaystyle 4m+1} (что верно, если p имеет вид {\displaystyle 8m+1}), D является квадратичным вычетом и {\displaystyle t_{p}\equiv t_{1}^{p}\equiv t_{1},\quad u_{p}\equiv u_{1}^{p}D^{(p-1)/2}\equiv u_{1}}. Теперь равенства 
{\displaystyle t_{1}\equiv t_{p-1}t_{1}+Du_{p-1}u_{1}}
{\displaystyle u_{1}\equiv t_{p-1}u_{1}+t_{1}u_{p-1}}
дают решение {\displaystyle t_{p-1}\equiv 1,\quad u_{p-1}\equiv 0}.
Пусть {\displaystyle p-1=2r}. Тогда {\displaystyle 0\equiv u_{p-1}\equiv 2t_{r}u_{r}}. Это означает, что либо {\displaystyle t_{r}}, либо {\displaystyle u_{r}} делятся на p. Если делится {\displaystyle u_{r}}, положим {\displaystyle r=2s} и проводим аналогичные выкладки с {\displaystyle 0\equiv 2t_{s}u_{s}}. Не все {\displaystyle u_{i}} делятся на p, так, {\displaystyle u_{1}} не делится. Случай {\displaystyle u_{m}\equiv 0} с нечётным m невозможен, поскольку выполняется {\displaystyle t_{m}^{2}-Du_{m}^{2}\equiv N^{m}} и это должно означать, что {\displaystyle t_{m}^{2}} конгруэнтно квадратичному невычету, получили противоречие. Таким образом, цикла прерывается, когда {\displaystyle t_{l}\equiv 0} для некоторого l. Это даёт {\displaystyle -Du_{l}^{2}\equiv N^{l}}, а поскольку {\displaystyle -D} является квадратичным вычетом, l должно быть чётным. Положим {\displaystyle l=2k}. Тогда {\displaystyle 0\equiv t_{l}\equiv t_{k}^{2}+Du_{k}^{2}}. Таким образом, решение уравнения {\displaystyle x^{2}+D\equiv 0} получаем путём решения линейного уравнения {\displaystyle u_{k}x\equiv \pm t_{k}}.

## Примеры
Ниже приведены 3 примера, соответствующие 3 различным случаям. В примерах все знаки {\displaystyle \equiv } означает сравнение по модулю.

### Пример 1
Решаем конгруэнтное уравнение
{\displaystyle x^{2}\equiv 18{\pmod {23}}.}
Модуль равен 23. Поскольку {\displaystyle 23=4\cdot 5+3}, {\displaystyle m=5}. 
Решениями должны быть значения {\displaystyle x\equiv \pm 18^{6}\equiv \pm 8{\pmod {23}}}, и это действительно решения: {\displaystyle (\pm 8)^{2}\equiv 64\equiv 18{\pmod {23}}}.

### Пример 2
Решаем конгруэнтное уравнение
{\displaystyle x^{2}\equiv 10{\pmod {13}}.}
Модуль равен 13. Поскольку {\displaystyle 13=8\cdot 1+5},  {\displaystyle m=1}. Проверяем, что {\displaystyle 10^{2m+1}\equiv 10^{3}\equiv -1{\pmod {13}}}. Таким образом, решением будет {\displaystyle x\equiv \pm y/2\equiv \pm (4a)^{2}/2\equiv \pm 800\equiv \pm 7{\pmod {13}}}. И это действительно решения: {\displaystyle (\pm 7)^{2}\equiv 49\equiv 10{\pmod {13}}}.

### Пример 3
Решаем конгруэнтное уравнение
{\displaystyle x^{2}\equiv 13{\pmod {17}}}. Запишем уравнение в виде {\displaystyle x^{2}-13=0}. Сначала найдём {\displaystyle t_{1}} и {\displaystyle u_{1}}, такие, что {\displaystyle t_{1}^{2}+13u_{1}^{2}} является квадратичным невычетом. Возьмён, например, {\displaystyle t_{1}=3,u_{1}=1}. Найдём {\displaystyle t_{8}}, {\displaystyle u_{8}}, начав с
{\displaystyle t_{2}=t_{1}t_{1}+13u_{1}u_{1}=9-13=-4\equiv 13{\pmod {17}},\,},
{\displaystyle u_{2}=t_{1}u_{1}+t_{1}u_{1}=3+3\equiv 6{\pmod {17}}.\,}
Продолжим аналогично {\displaystyle t_{4}=-299\equiv 7{\pmod {17}}\,u_{4}=156\equiv 3{\pmod {17}}}, {\displaystyle t_{8}=-68\equiv 0{\pmod {17}}\,u_{8}=42\equiv 8{\pmod {17}}.}
Поскольку {\displaystyle t_{8}=0}, получаем {\displaystyle 0\equiv t_{4}^{2}+13u_{4}^{2}\equiv 7^{2}-13\cdot 3^{2}{\pmod {17}}}, что ведёт к уравнению {\displaystyle 3x\equiv \pm 7{\pmod {17}}}. Последнее имеет решения {\displaystyle x\equiv \pm 8{\pmod {17}}}. Действительно, {\displaystyle (\pm 8)^{2}=64\equiv 13{\pmod {17}}}.